# Back court

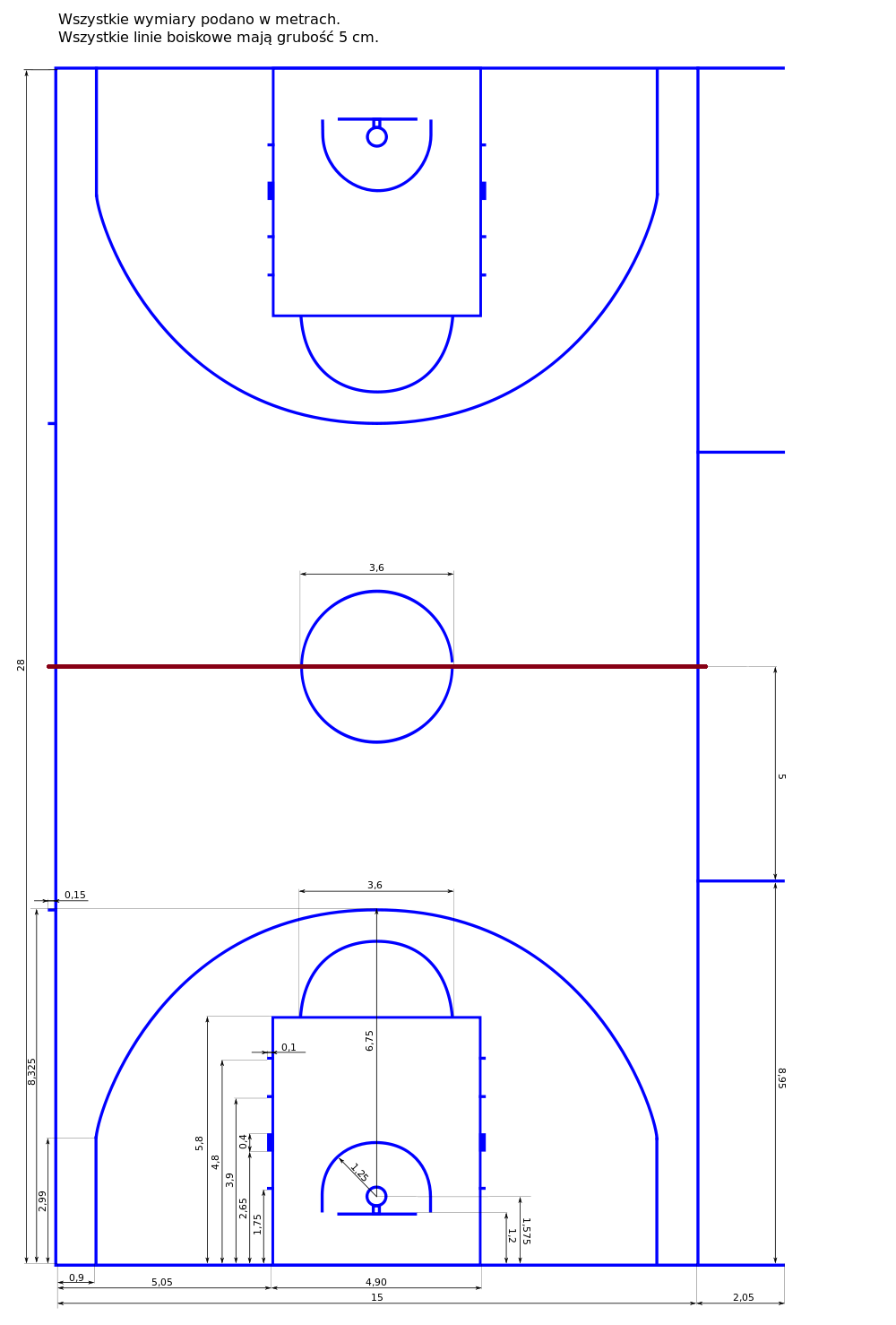
Linia połowy boiska zaznaczona na czerwono

Back court – w koszykówce termin oznaczający połowę boiska, na której znajduje się kosz drużyny atakującej. 
Podczas ataku na kosz przeciwnika, po przekroczeniu z piłką własnej połowy, piłka nie może na nią wrócić, dopóki przeciwnik nie zdobędzie jej w zgodny z przepisami sposób. Natomiast back court violation to po angielsku błąd połów, który polega na przeniesieniu piłki z powrotem na własną połowę. Zespół popełniający błąd połowy traci piłkę na rzecz przeciwnika.